# Crateranthus
Crateranthus es un género con tres especies de plantas con flores perteneciente a la familia Lecythidaceae. Es originario de África tropical. Fue descrita por Edmund Gilbert Baker y publicada en Cat. Talbot's Nigerian Pl. 35. 1913. 

## Especies
- Crateranthus congolensis Lecomte
- Crateranthus letestui 	Lecomte
- Crateranthus talbotii Baker f.